# Rosalyn Yalow
Rosalyn Sussman Yalow (New York, 19 luglio 1921 – New York, 30 maggio 2011) è stata una biofisica statunitense, premio Nobel per la medicina nel 1977, per il dosaggio radioimmunologico degli ormoni proteici.
Lo stesso anno il premio Nobel fu assegnato anche a Roger Guillemin e Andrew Schally per le loro scoperte sulla produzione degli ormoni proteici nell'encefalo.